# Pompeo Arrigoni
Pompeo Arrigoni (Roma, 2 marzo 1552 – Napoli, 4 aprile 1616) è stato un cardinale e arcivescovo cattolico italiano.

## Biografia
Nacque da famiglia di origini lombarde. Compì gli studi all'Università di Perugia, quindi all'Università di Bologna e infine all'Università di Padova, dove conseguì la laurea in utroque iure. A Roma fu professore di diritto, avvocato delle cause di Filippo II di Spagna, avvocato concistoriale e uditore della Sacra Romana Rota.
Il 5 giugno 1596 papa Clemente VIII lo creò cardinale. Il 21 giugno dello stesso anno ricevette la diaconia di Santa Maria in Aquiro. Il 24 gennaio 1597 optò per l'ordine dei cardinali preti e per il titolo di Santa Balbina.
Partecipò a entrambi i conclavi del 1605, sia al primo, che elesse papa Leone XI, sia al secondo che scelse papa Paolo V. Leone XI lo nominò datario, incarico in cui fu confermato da Paolo V. Nel 1605 divenne anche segretario della Sacra Congregazione della Romana e Universale Inquisizione, incarico che mantenne fino alla morte.
Il 7 febbraio 1607 fu eletto arcivescovo di Benevento e fu consacrato il 24 febbraio dello stesso anno.
Morì a Napoli e fu sepolto nella cattedrale di Benevento.

## Genealogia episcopale e successione apostolica
La genealogia episcopale è:
- Cardinale Guillaume d'Estouteville, O.S.B.Clun.
- Papa Sisto IV
- Papa Giulio II
- Cardinale Raffaele Riario
- Papa Leone X
- Papa Paolo III
- Cardinale Francesco Pisani
- Cardinale Alfonso Gesualdo
- Papa Clemente VIII
- Papa Paolo V
- Cardinale Pompeo Arrigoni

La successione apostolica è:
- Vescovo Bartolomeo Giorgi, O.F.M. (1609)
- Vescovo Pietro Federici (1609)

## Ascendenza
|                           |              |   | Genitori |  |  | Nonni                                |  |  | Bisnonni |  |
|                           |              |   |          |  |  | Simone Arrigoni, Conte di Valsassina |  |  | …        |  |
|                           |              |   |          |  |  | Simone Arrigoni, Conte di Valsassina |  |  | …        |  |
|                           |              | … |          |  |  | Simone Arrigoni, Conte di Valsassina |  |  |          |  |
| Giovanni Giacomo Arrigoni |              |   |          |  |  | Simone Arrigoni, Conte di Valsassina |  |  |          |  |
|                           |              | … | …        |  |  |                                      |  |  |          |  |
|                           |              | … | …        |  |  |                                      |  |  |          |  |
|                           |              | … | …        |  |  |                                      |  |  |          |  |
| Pompeo Arrigoni           |              | … |          |  |  |                                      |  |  |          |  |
|                           | Achille Tara | … |          |  |  |                                      |  |  |          |  |
|                           | Achille Tara | … |          |  |  |                                      |  |  |          |  |
|                           | Achille Tara | … |          |  |  |                                      |  |  |          |  |
| Eugenia Tara              | Achille Tara |   |          |  |  |                                      |  |  |          |  |
|                           |              | … | …        |  |  |                                      |  |  |          |  |
|                           |              | … | …        |  |  |                                      |  |  |          |  |
|                           |              | … | …        |  |  |                                      |  |  |          |  |
|                           |              | … |          |  |  |                                      |  |  |          |  |